# Tony O’Dell
Tony O’Dell, właśc. Anthony Dell’Aquila (ur. 30 stycznia 1960 w Pasadenie) – amerykański aktor i praktyk sztuk walki, znany między innymi z roli Jimmy’ego w serii Karate Kid, a także z roli Alana Pinkarda w sitcomie Wychowawca.

## Filmografia

### Filmy
- 1979: Good Luck, Miss Wyckoff – student
- 1980: Znów zakochani – Donny Lewis
- 1981: Rivals – student
- 1983: Hadley’s Rebellion – student
- 1984: Karate Kid – Jimmy
- 1985: Evils of the Night – Billy
- 1986: Roboty śmierci – Ferdy Meisel
- 1986: Karate Kid II – Jimmy

### Seriale
- 1978: CHiPs – nastolatek
- 1979: Scooby i Scrappy Doo – różne głosy
- 1980: Fridays – chłopak
- 1980: Eight Is Enough – Scott
- 1980: Family – Howard
- 1981: Dynastia – Christopher
- 1981: ABC Weekend Special – Tommy
- 1982: The Scooby & Scrappy-Doo/Puppy Hour – Tommy (głos)
- 1983: The Puppy’s Further Adventures – Tommy (głos)
- 1984: Lottery!
- 1985: Otherworld – Trace Sterling
- 1985: Simon & Simon – Jerry Carton
- 1986: Airwolf – Terry Haines
- 1986–1991: Wychowawca – Alan Pinkard
- 1988: Napisała: Morderstwo – Larry McIver
- 1996: In the House – Jonathan
- 2000: A teraz Susan – ptak (głos)
- 2002–2003: George Lopez – dostawca / Patrick
- 2011: Taniec rządzi – Kelly
- 2015: K.C. nastoletnia agentka – pan Hancock
- 2019: Cobra Kai – Jimmy